# 冯鸿昌
冯鸿昌（1979年—），男，福建南靖人，中华人民共和国工人，厦门集装箱码头集团有限公司电动装卸机械维修工、高级技工，全国劳动模范、中华技能大奖获得者，曾任中华全国青年联合会副主席。

## 生平
2018年2月24日，当选为第十三届全国人大代表。